# 東村 (群馬県佐波郡)
東村（あずまむら）は、群馬県の南東部、佐波郡にかつて存在していた村。2005年1月1日に（旧）伊勢崎市、赤堀町、境町とともに合併し、伊勢崎市となり消滅。廃止時点で全国で5番目に人口の多い村であった。

## 地理

### 河川
- 早川

### 湖沼
- 天神沼
- 西小保方沼
- 五反田池
- 陣屋沼

## 行政

### 警察
- 伊勢崎警察署
  - 東小保方駐在所(大字東小保方3237-7)
  - 国定駐在所(大字国定1795-1)

### 消防
- 伊勢崎佐波広域消防本部東消防署（大字東小保方3238）

## 歴史
- 1889年（明治22年）
  - 4月1日 - 町村制施行に伴い、佐位郡東小保方・西小保方・田部井（ためがい）・国定・上田の5箇村と同郡蓮（はちす）村の一部が合併し佐位郡東村成立。村役場は大字東小保方字野間2597-2に置かれる。
  - 11月20日 - 両毛鉄道（現両毛線）の桐生 - 前橋間が開通。伊勢崎駅、国定駅開設。
- 1896年（明治29年）
  - 4月1日 - 郡合併に伴い、佐波郡に所属。
- 2005年（平成17年）
  - 1月1日 - （旧）伊勢崎市・赤堀町・境町と合併。伊勢崎市となる。

## 地域

### 村内の大字
東村で使われていた大字は、伊勢崎市が成立した際廃止され新たに町名が設置されたが、大字東小保方のみ新たに5つ町名が設置された。（東小保方町以外は小字名であった。）
- 田部井
  - 田部井上区
  - 田部井下区
  - 向原区
- 国定
  - 東国定上区
  - 東国定下区
  - 西国定上区
  - 西国定下区
- 上田
- 西小保方
- 東小保方
  - 下代区
  - 下谷区
  - 下区
  - 新町区
  - 小泉区
  - 平井区
  - 東町区
  - 八寸区
  - 三室区

### 教育

#### 中学校
- 東村立東中学校(現・伊勢崎市立あずま中学校)（大字東小保方2707-2）

#### 小学校
- 東村立東小学校(現・伊勢崎市立あずま小学校)（大字東小保方2770）
- 東村立南小学校(現・伊勢崎市立あずま南小学校)（大字東小保方4290）
- 東村立北小学校(現・伊勢崎市立あずま北小学校)（大字国定1627）

#### 幼稚園
- あずま幼稚園（大字東小保方2672-1）
- 田部井幼稚園（大字田部井458）

#### 保育園
- 若竹保育園（大字東小保方2553-5）
- むつみ保育園（大字西小保方290-1）
- あずま保育園（大字田部井1092-1）

### 郵政
- 国定郵便局（大字国定2016-5）
- 東小保方郵便局（大字東小保方346-7）

## 交通

### 鉄道
- 東日本旅客鉄道（JR東日本）
  - ■両毛線
    - 国定駅（大字国定1805）

### 路線バス
- コミュニティバス「あずま」
  - 東循環、西循環、シャトル

### 道路
- 国道17号（上武道路）
- 群馬県道39号足利伊勢崎線
- 群馬県道68号桐生伊勢崎線
- 群馬県道291号境大間々線
- 群馬県道293号香林羽黒線
- 群馬県道294号国定藪塚線

## 名所・旧跡
- 国定忠治の墓（大字国定1235）
- 小泉稲荷神社（大字東小保方231）

## 著名人
- 諏訪利成（陸上競技長距離走元選手・現指導者、アテネオリンピック男子マラソン6位入賞）
東村において最初で最後の名誉村民だった。

## 隣接していた自治体
- 群馬県
  - 伊勢崎市
  - 佐波郡
    - 赤堀町
    - 境町

  - 新田郡
    - 藪塚本町
    - 新田町